# Pobuđe
Pobuđe (en serbe cyrillique : Побуђе) est une localité de Bosnie-Herzégovine. Elle est située dans la municipalité de Bratunac et dans la république serbe de Bosnie. Selon les premiers résultats du recensement bosnien de 2013, elle compte 1 470 habitants.

## Démographie

### Répartition de la population (1991)
En 1991, la localité comptait 2 359 habitants, répartis de la manière suivante :